# Miriam Elhajli
Miriam Elhajli (* um 1997 in Cambridge, Massachusetts) ist eine amerikanische Musikerin (Gesang, Gitarre, Komposition) und Musikwissenschaftlerin mit venezolanischen und marokkanischen Wurzeln.

## Wirken
Elhajli, die in Cambridge aufwuchs, verbrachte in ihrer Kindheit viele Sommer in Venezuela, wo sie mit ihrer Großmutter sang. Sie absolvierte ihren Bachelor am Berklee College of Music. Seit 2018 lebt sie in Brooklyn, wo sie als wissenschaftliche Mitarbeiterin der von Alan Lomax gegründeten Association for Cultural Equity tätig ist, aber auch auftritt.
Elhajli hat mit dem Bread and Puppet Theater und Künstlern wie Mali Obomsawin, Jen Shyu, Lau Noah und Adam O’Farrill zusammengearbeitet. 2020 veröffentlichte sie ihr Debütalbum Observations und 2020 ihr zweites Album The Uncertainty of Signs auf ihrem eigenen Label Numina Records. 2023 folgte das Album Live at Noguchi; dort webte sie aus der Folklore Süd- und Nordamerikas, modernem Jazz und zeitgenössischer klassischer Musik „filigrane, ausdrucksstarke Kompositionen und Improvisationen.“